# Ulrich Manfoumbi Manfoumbi
Pour les articles homonymes, voir Manfoumbi (homonymie).
Ulrich Manfoumbi Manfoumbi est un militaire et homme politique gabonais.
Porte-parole du CTRI durant toute la période de transition du comité pour la transition et la restauration des institutions, il devient successivement ministre des Nouvelles technologies de l’information et de la communication, ministre chargé de Missions à la présidence de la République et désormais ministre d'Etat, ministre des Transports, de la Marine marchande et de la Logistique.

## Biographie
Originaire de la province de la Nyanga, Ulrich Manfoumbi Manfoumbi est né le 22 août 1976 à Tchibanga.

### Parcours militaire
Avant de devenir une figure prépondérante dans le milieu politique gabonais, Ulrich Manfoumbi Manfoumbi est un officier militaire  issu du régiment de commandement d’appui et de soutien de l’armée de terre (RCAS).
Il débute son parcours au Sénégal où il suivra une grande partie de sa formation militaire. En 1989, il rejoint le Prytanée militaire de Saint-Louis (Sénégal) et obtient son baccalauréat toujours au Sénégal en 1996. Un an plus tard, il intègre officiellement les forces armées de défense gabonaises. Il passe successivement par l'Académie Royale militaire de Meknès (Maroc), l'École d'application de l'infanterie de Thiès (Sénégal), la Cour élémentaire d'état-major en Chine ou encore l'Ecole de guerre de Paris.
Avant le coup d'Etat d'aout 2023, le colonel Manfoumbi Manfoumbi dirige le camp militaire Baraka de Libreville.

### Parcours politique
Dans la nuit du 29 au 30 août 2023, dans une allocution télévisée diffusée sur la chaine Gabon24, le colonel Ulrich Manfoumbi Manfoumbi, entouré de ses frères d'armes, prononce le premier communiqué (Communiqué 001) du Comité de la Transition pour la Restauration des Institutions, qui annule les résultats des élections présidentielles du 26 aout 2023 et met fin au régime d'Ali Bongo,.
Le 9 septembre 2023, il est nommé ministre des Nouvelles Technologies de l’information et de la Communication au sein du gouvernement de transition mené par Raymond Ndong Sima, ainsi que porte-parole du CTRI. Le lendemain il est finalement remplacé au poste de ministre des Nouvelles technologies par Laurence Ndong.
Le 17 janvier 2024, il est nommé ministre Chargé de Missions à la présidence de la République à la faveur d'un remaniement du gouvernement Ndong Sima,. Il conserve toutefois la fonction de Porte-parole du CTRI.
A l'issue de la présidentielle du 12 avril 2025 donnant Brice Clotaire Oligui Nguema vainqueur, il intègre le premier gouvernement de la Ve République. Il est nommé par décret présidentiel le 5 mai 2025, ministre d'État, ministre des Transports, de la Marine Marchande et de la Logistique,. Conformément à la nouvelle Constitution, il est mis en indisponibilité de ses fonctions militaires afin d'occuper des fonctions politiques.
Le 5 juillet 2025, Brice Clotaire Oligui Nguema annonce la création de son parti politique, l'Union démocratique des bâtisseurs (UDB). Il nomme Ulrich Manfoumbi Manfoumbi au poste de Vice-président pour la province de Nyanga.